# Reality Bites
Reality Bites (br: Caindo na Real; pt: Jovens em Delírio) é um filme de 1994 escrito por Helen Childress e com a estréia na direção de Ben Stiller. É estrelado por Stiller, Winona Ryder e Ethan Hawke, com os principais papéis de apoio desempenhado por Janeane Garofalo e Steve Zahn.

## Elenco
- Winona Ryder... Lelania Pierce
- Ethan Hawke... Troy Dyer
- Janeane Garofalo... Vickie Milner
- Steve Zahn... Sammy Gray
- Ben Stiller... Michael Grates
- Swoosie Kurtz... Charlane McGregor
- Joe Don Baker... Tom Pierce
- Renée Zellweger... Tami
- John Mahoney... Grant Gubler
- Andy Dick... Rock
- Keith David... Roger